# G Man
G Man, polgári nevén Baráth Ferenc (1979. augusztus 2.), kárpátaljai magyar rapper. A Beregszászi Zeneművészeti Iskolában tanult zongora szakon. 

## Pályafutása

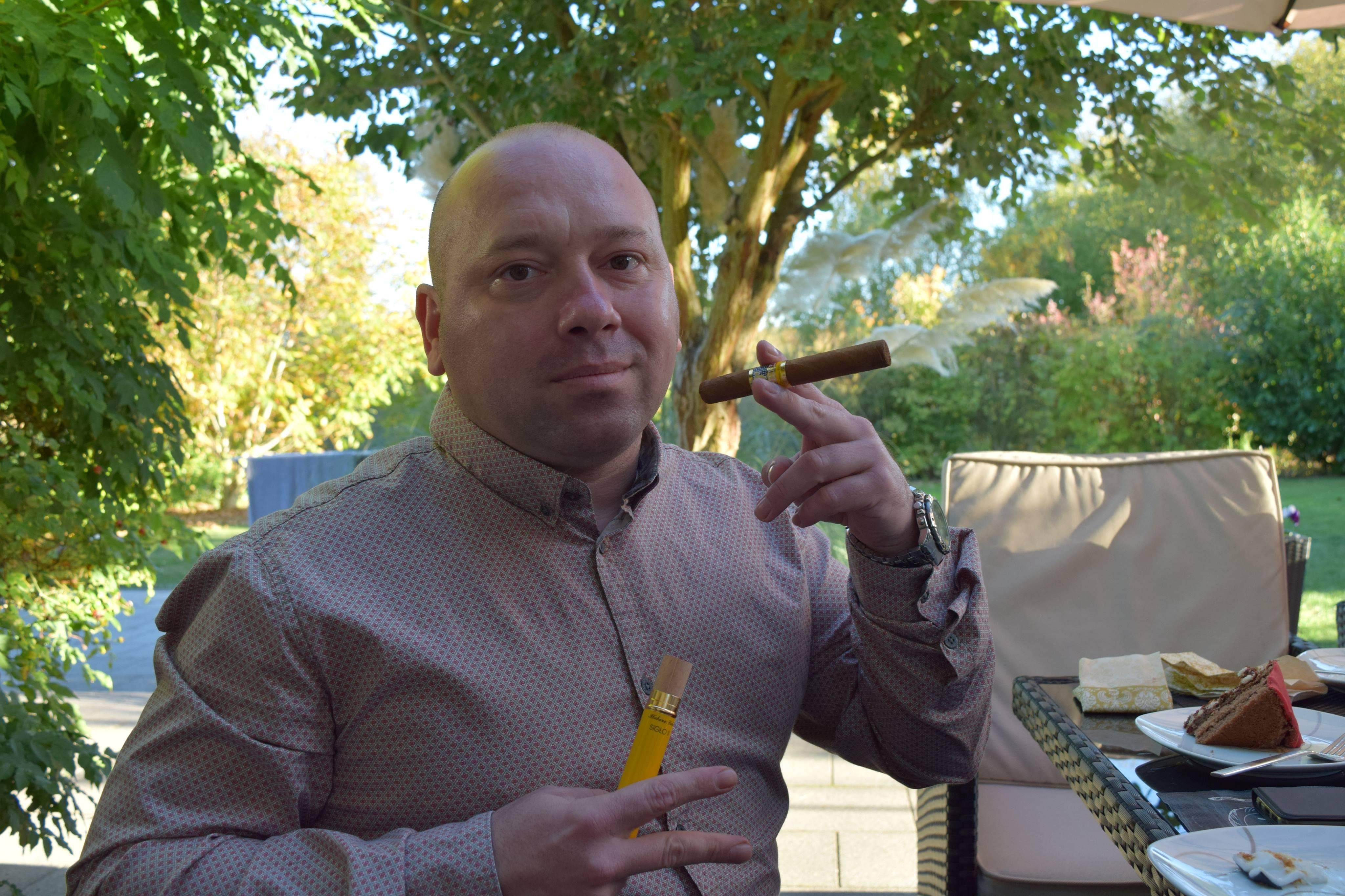
Beregszászon a szülőház kertjében.

1986-ban szülei beírattak a Beregszászi Zeneművészeti Iskolába, ahol zongoraórákat vett. Idővel, már ő is komponált. Később a beregszászi református énekkar aktív tagja lett. 1996-ban kezdett el komolyan foglalkozni a rappel, és a rokon stílusokkal. Kezdetben mások szerzeményeit adta elő, de rájött, hogy elengedhetetlenek a saját dalok. Tehetségére felfigyelt a Gál István vezette, kárpátaljai Aréna Produkciós Iroda. Az első nagy fellépését ők szervezték a Benei Aréna Fesztivál keretében, GAM néven. Ekkor még zenésztársaival, Mushroommal és DeeJeay Maddel alkottak egy csapatot. Ma már, ugyan rendszeresen dolgozik más szerzőkkel is, ám dalainak nem csupán a szövegét, de a zenéjét is ő írja. Kezdetben underground rapet nyomott, de az évek során fokozatosan közeledett a populárisabb irányzatokhoz. Olyan dalai születtek, mint a Rapkirály, vagy a Mondd el! G Man erről így nyilatkozott egy vele készült interjúban: Valóban különbözik a szó szerint vett klasszikus raptől. Ez inkább a rap egy könnyebb, populárisabb változata, a széles közönség számára emészthetőbb. 2017-ben új projektbe kezdett, a fiatal tököli szájvirtózzal, László El Téé Tamással kiegészülve. Júliusban, Budapesten, a HD Pictures munkatársa, Hőna Dávid vezetésével forgattak videóklipet két vadonatúj dalukhoz. Ezek egyike a Mondd el! című, ami nagy sikert aratott a közösségi világhálón.
G Man a dalszerzés, a fellépések mellett, koncerteket is szervez, jelentős munkát végez a tehetségkutatás terén. Több, ma már ismert ukrajnai előadóművész, pályakezdésénél segédkezett. Tehetségkutatói, gondozói és menedzseri tevékenysége során, a SectorArt Production keretében, közreműködött számos fiatal előadó pályafutásának elindításában, mint Gyuri Janosi, Real, Polly, Carter, Hontalanok, Tóth Bettina, Simon, Chernij Kvadrat, Miroman, SheenBeat, RPD, DeeJay Mad, Junior Maffia.

## Magánélete
Családos, egy fiúgyermek édesapja. 2004-ben települt át Budapestre. Jelenleg Tawernben él, a történelmi múltú Trier közelében.

## Diszkográfia
- G Man & Mushroom : The Backstage Projeck , 2003.
- G Man : Sötét és fekete, EP., 2005.
- G Man & Hontalanok: Kitaposott út, 2008.
- G Man & Hontalanok: The Best Album, 2009.
- G Man: Engedd magad szabadon!, 2013.
- Carpathian Rap Squad HipHop csoport közös lemez  (Real, Simon, RPD, Chernij Kvadrat, Na Minuti, Carter, Sheen Beat, 2014.

## További információ
- Hivatalos facebook oldal
- Youtube